# Andoni Sotir
Andoni Sotir (Ziqishtë, Devoll, 5. lipnja 1925. – Worcester, SAD, 19. srpnja 2003.), albanski književnik. Sudjelovao u albanskom partizanskom pokretu. Nakon Drugog svjetskog rata radio kao nastavnik. Najpoznatije su njegove zbirke pripovijedaka Planine u prosincu (Maleve në Shënëndre, 1975), Tri novele (Tre novela, 1972) te priče za djecu.